# Алберто Дел Рио
Алберто Родригес (на испански: Alberto Rodríguez) е мексикански професионален кечист.
Състезава се в Световната федерация по кеч, като се бори за „Първична сила“ под името Алберто Дел Рио. Алберто е и известен спортист в областта на смесените бойни изкуства. На 8 януари 2013 г. за първи път става Световен шампион в тежка категория.

## Ранна кариера
Алберто е роден в Сан Луис Потоси на 25 май 1977 г. Той е син на бореца Дос Карас. Завършва Universidad Autonoma de San Luis Potosí, където се дипломира в специалност „Архитектура“. Израснал в семейство на професионални борци, Родригес решава да тренира класическа борба при Леонел Колесни и Хуан Фернандес. Печели място в мексикансия национален отбор по класическа борба. През 1997 г. се класира на трето място на Световното първенство за младежи в Чехия.